# Wasserzell (Ansbach)
Wasserzell (fränkisch: Wassazell) ist ein Gemeindeteil der kreisfreien Stadt Ansbach (Mittelfranken, Bayern). Wasserzell liegt in der Gemarkung Neuses bei Ansbach.

## Geografie
Das Dorf liegt an der Fränkischen Rezat. Es münden dort der Gumbertusbach als linker Zufluss der Rezat und der Schollenbach als rechter Zufluss. Etwas weiter nordwestlich liegt die Wasserzeller Mühle, 0,75 km westlich erhebt sich der Schollerberg, 1,25 km südwestlich der Bocksberg (480 m ü. NHN).
Eine Gemeindeverbindungsstraße führt die Bundesstraße 13 kreuzend nach Strüth (1,7 km nördlich) bzw. nach Ansbach (2 km südöstlich). Eine weitere Gemeindeverbindungsstraße führt nach Steinersdorf (1,8 km westlich). Ein Anliegerweg führt zur Wasserzeller Mühle (0,3 km nordwestlich).

## Geschichte
Der Ort wurde 1303 als „Celle apud Onolspach“ erstmals urkundlich erwähnt, 1342 als „Wazzerzelle“. Der Ortsname bedeutet zu dem am Wasser gelegenen Klosterhof. Orte, die auf „–zell“ enden, sind fast immer Gründungen, die von einem Kloster ausgegangen sind. Für Wasserzell kommt nur das Gumbertuskloster in Frage. Da dieses Kloster spätestens 1012 aufgelöst wurde, ist davon auszugehen, dass der Ort davor gegründet wurde. In der Regel handelt es sich bei diesen Zellen um Wirtschaftshöfe, in diesem Fall kann es sich um eine Fischerei gehandelt haben.
Das Kloster Heilsbronn erwarb dort Mitte des 14. Jahrhunderts einen Hof.
Im 16-Punkte-Bericht des Oberamtes Ansbach von 1684 wurden für Wasserzell 16 Mannschaften verzeichnet. Acht Anwesen (vier Höfe, ein Halbhof, zwei Güter, ein Gütlein) unterstanden dem Hofkastenamt Ansbach, sieben Anwesen dem Stiftsamt Ansbach und ein Anwesen dem Klosterverwalteramt Heilsbronn. Außerdem gab es ein Gemeindehirtenhaus. Das Hochgericht und die Dorf- und Gemeindeherrschaft übte das brandenburg-ansbachische Hofkastenamt Ansbach aus.
Gegen Ende des 18. Jahrhunderts gab es in Wasserzell 17 Anwesen und ein Gemeindehirtenhaus. Das Hochgericht und die Dorf- und Gemeindeherrschaft übte weiterhin das Hofkastenamt Ansbach aus. Alle Anwesen hatten das Fürstentum Ansbach als Grundherrn (Hofkastenamt Ansbach: 5 Höfe, 3 Söldengüter; Stiftsamt Ansbach: 1 Hof, 1 Gütlein, 4 Söldengüter, 1 Mühle, 1 Schmiede; Klosterverwalteramt Heilsbronn: 1 Hof). Von 1797 bis 1808 unterstand der Ort dem Justiz- und Kammeramt Ansbach.
Im Rahmen des Gemeindeedikts wurde Wasserzell mit Mühle dem 1809 gebildeten Steuerdistrikt Schalkhausen zugeordnet. Mit der Neubildung des Steuerdistrikts Neuses bei Ansbach am 23. Juni 1810 erfolgte der Wechsel dorthin. Es gehörte auch der 1811 gegründeten Ruralgemeinde Neuses bei Ansbach an. Diese wurde am 1. Juli 1972 im Zuge der Gebietsreform in Bayern in die Stadt Ansbach eingegliedert.

### Baudenkmäler
- Haus Nr. 4: eingeschossiger Bau mit Fachwerkgiebel und Satteldach, bezeichnet „1704“[14]
- Wassermühle: zweigeschossiger Massivbau mit zweigeschossigem Giebel und geohrtem Portal, bezeichnet „1756“[14]

### Einwohnerentwicklung
| Jahr      | 001818 | 001840 | 001861 | 001871 | 001885 | 001900 | 001925 | 001950 | 001961 | 001970 | 001987 |
| Einwohner | 102    | 94     | 103    | 109    | 127    | 103    | 108    | 142    | 115    | 95     | 107    |
| Häuser    | 22     | 18     |        |        | 20     | 20     | 18     | 21     | 22     |        | 24     |
| Quelle    | [ 16 ] | [ 17 ] | [ 18 ] | [ 19 ] | [ 20 ] | [ 21 ] | [ 22 ] | [ 23 ] | [ 24 ] | [ 25 ] | [ 1 ]  |

## Religion
Der Ort ist seit der Reformation evangelisch-lutherisch geprägt und bis heute nach St. Johannis (Ansbach) gepfarrt. Die Einwohner römisch-katholischer Konfession sind nach St. Ludwig (Ansbach) gepfarrt.